# 職務執行内閣
職務執行内閣（しょくむしっこうないかく）とは、日本国憲法第71条により内閣総辞職から次の内閣が成立するまでの間（新たに内閣総理大臣が任命されるまでの間）にわたり引き続きその職務を行うこととされている従前の内閣を指す通称である。

## 概要
日本国憲法第71条は、内閣は総辞職した後も新たに内閣総理大臣の任命まで引き続き職務を行うこととしている。この職務執行内閣は行政の継続性を確保するという観点から認められるものであり、一方で既に総辞職している立場にある以上、その職務の範囲については一定の制約があるものと解されている（後述の「職務の範囲及び限界」参照）。
職務執行内閣の最後の職務は、日本国憲法第6条により、国会の議決によって指名された新内閣総理大臣の手にわたる官記について、天皇に対して憲法第3条に基づいて助言と承認をすることである。職務執行内閣が存続するのは「あらたに内閣総理大臣が任命されるまで」であり（日本国憲法第71条）、内閣総理大臣の任命によって従前の内閣はその地位を完全に失うことになる。

## 内閣総辞職との関係

### 内閣総辞職
憲法上、内閣が総辞職する場合は日本国憲法第69条及び日本国憲法第70条に定める次の場合であり、この場合には日本国憲法第71条の「前二条の場合」として従前の内閣が新たに内閣総理大臣が任命されるまで引き続きその職務を行うことになる。
1. 衆議院で内閣不信任決議が可決又は内閣信任決議が否決され、10日以内に衆議院が解散されないとき（日本国憲法第69条）
なお、内閣総辞職ではなく衆議院解散を選択した場合にも衆議院議員総選挙後に初めて国会の召集があったときは内閣は総辞職をしなければならないとされているので（日本国憲法第70条（下記3の事由を参照））、衆議院解散後の内閣も近く総辞職することが予定されていることになる[2]。
2. 内閣総理大臣が欠けたとき（日本国憲法第70条）
通説によれば内閣総理大臣の辞職も「内閣総理大臣が欠けたとき」に含まれると解されている[3]（詳細は後述）。
3. 衆議院議員総選挙の後に初めて国会の召集があったとき（日本国憲法第70条）
日本国憲法は衆議院議員総選挙の結果に関わらず、衆議院議員総選挙後に初めて国会の召集があったときには内閣は総辞職するものと定める。これはそれまでの内閣総理大臣を指名した衆議院が存在しなくなり、衆議院議員総選挙によって新たに衆議院が構成されることになった以上、たとえ同一の者が内閣総理大臣に指名されるとしても内閣は新たにその信任の基礎を得るべきであるとの趣旨である[4]。

### 内閣総理大臣の辞職と職務執行内閣
内閣総理大臣の辞職について、通説によれば日本国憲法第70条の「内閣総理大臣が欠けたとき」に含まないとすると日本国憲法第71条の「前二条」の場合に含まれないことになってしまい職務執行内閣が成立する根拠が失われるという問題を生じるため、内閣総理大臣の辞職は日本国憲法第70条の「内閣総理大臣が欠けたとき」に含まれるものと解する。
これに対し、内閣総理大臣が辞職する場合に内閣総辞職となることは特に規定を要しなくとも自明であるとみる学説もあり、ただ、この学説においても内閣総理大臣が辞職して内閣総辞職となった場合にも条理上同様の措置をとるべきものと解している。
したがって、内閣総理大臣の辞職が「内閣総理大臣が欠けたとき」（日本国憲法第70条）に含まれるか否かについては見解が分かれるものの、およそ内閣が総辞職した場合には新たに内閣総理大臣が任命されるまで従前の内閣が引き続きその職務を行うことになると解されている。

### 内閣総理大臣の死亡と職務執行内閣
内閣総理大臣の死亡については日本国憲法第70条の「内閣総理大臣が欠けたとき」に含まれると解されている。
ただ、日本国憲法第70条が衆議院議員総選挙の後に初めて国会の召集があった時にも内閣は総辞職しなければならないと定める関係上、衆議院解散から国会の召集の時までに死亡などの理由で「内閣総理大臣が欠けたとき」となった場合の総辞職の時期については学説に争いがあり、このような場合については、内閣総理大臣が欠けたときではあるが国会召集時までは総辞職すべきでないと解する学説と直ちに総辞職すべきで国会召集時に重ねて総辞職する必要はないと解する学説が対立している。

#### 先例
先例では1980年（昭和55年）5月19日に衆議院が解散され（ハプニング解散）、同年6月22日の衆参同日選挙を前に、第2次大平内閣の内閣総理大臣大平正芳は同年6月12日に急逝したため、同日、内閣官房長官伊東正義を内閣総理大臣臨時代理に据えた上で内閣総辞職を行った後、1980年7月17日に鈴木善幸が後継の内閣総理大臣に指名され即日就任するまでの36日間、内閣の職務を執行したケースがある。
この第2次大平内閣における例は衆議院解散後から総選挙後の国会の召集までの間に死亡等により内閣総理大臣が欠けることとなった場合には、直ちに内閣は総辞職すべきとの法解釈に立ったものであり、また、この例では国会召集時には総辞職を行わなかったが、これは内閣総理大臣が欠けたときに内閣が既に総辞職している以上、国会召集時にはもはや重ねて総辞職することは不可能と解されるためである。
このような場合には内閣総理大臣の欠けたときに直ちに内閣総辞職となるが、首班指名は衆議院議員総選挙後となるため職務執行内閣が比較的長期間存在することになる。

### 新内閣の組閣と職務執行内閣
一般には内閣総辞職は内閣総理大臣指名選挙の直前に行われることがほとんどであり職務執行内閣の存続する期間もごく短い期間となっている。
内閣総辞職と同日に後継の首班指名が行われたものの、親任式が後日となったため数日間にわたり内閣の職務をおこなったケースとしては、次のものがある。

#### 例
- 細川内閣（1994年4月25日内閣総辞職、同日衆参両院にて羽田孜首班指名、同月28日午前8時55分親任式。） - その間の4月26日に名古屋空港での中華航空140便墜落事故が発生。その対応には細川内閣があたった。
- 鳩山由紀夫内閣（2010年6月4日内閣総辞職、同日衆参両院にて菅直人首班指名、同月8日午後6時30分親任式。） - 2010年6月4日から8日まで、天皇明仁が神奈川県の葉山御用邸で静養していたための対応による。
- 菅直人内閣（2011年8月30日内閣総辞職、同日衆参両院にて野田佳彦首班指名、9月2日午後2時00分親任式。） - 9月1日に行われた平成23年度総合防災訓練には菅内閣があたり、これが最後の主な業務となった。

## 職務の範囲及び限界
職務執行内閣は既に総辞職しているという立場にあり、職務執行内閣の職務の範囲には一定の限界があると考えられている。ただ、学説としては、政治的な限界はあるものの法的な限界はないとみる学説、衆議院解散など既に内閣は総辞職しているという事実と矛盾することになる行為を除いて通常の内閣と同様の権限を有するとみる学説、行政の継続性確保という点からみて必要最小限度の事務処理にとどまるとみる学説等に分かれている。
実際には、多くの場合、内閣総理大臣指名選挙の直前に内閣総辞職が行われて、指名確定後まもなく首相の親任式となるため、そのような行動をとる余地もほとんどない。